# Щербаково (Крым)
Щербако́во  (до 1948 года  Мурзаллар-Кемельчи; укр. Щербакове, крымскотат. Mırzalar Kemelçi) — село в Красногвардейском районе Марьяновского сельского поселения (согласно административно-территориальному делению Украины — Марьяновского сельского совета Автономной Республики Крым).

## Население
| 2001 | 2014 |
| ---- | ---- |
| 578  | ↗614 |

Всеукраинская перепись 2001 года показала следующее распределение по носителям языка
| Язык             | Процент |
| ---------------- | ------- |
| русский          | 65.57   |
| крымскотатарский | 17.65   |
| украинский       | 16.61   |

### Динамика численности
| - 1805 год — 130 чел. - 1889 год — 14 чел. - 1892 год — 44 чел. - 1902 год — 50 чел. - 1905 год — 76 чел. | - 1915 год — 38/36 чел. - 1926 год — 125 чел. - 2001 год — 578 чел. - 2009 год — 406 чел. - 2014 год — 249 чел. |

## Современное состояние
На 2017 год в Щербаково числится 7 улиц; на 2009 год, по данным сельсовета, площадь села — 53 гектара число дворов — 176. В селе действуют сельский клуб, библиотека,

## География
Щербаково — село на севере района, в степном Крыму, высота центра села над уровнем моря — 33 м. Соседние сёла: Видное в 1,5 км на север и Доходное в 2,3 км на восток. Расстояние до райцентра — около 6 километров (по шоссе), там же ближайшая железнодорожная станция Урожайная. Транспортное сообщение осуществляется по региональной автодороге 35К-014 Красногвардейское — Нижнегорский (по украинской классификации — Т-0110).

## История
Первое документальное упоминание села встречается в Камеральном Описании Крыма… 1784 года, судя по которому, в последний период Крымского ханства Мурзалар Кеменче входили в Орта Чонгарский кадылык Карасубазарского каймаканства. После присоединения Крыма к России (8) 19 апреля 1783 года, (8) 19 февраля 1784 года, именным указом Екатерины II сенату, на территории бывшего Крымского Ханства была образована Таврическая область и деревня была приписана к Перекопскому уезду. После Павловских реформ, с 1796 по 1802 год, входила в Перекопский уезд Новороссийской губернии. По новому административному делению, после создания 8 (20) октября 1802 года Таврической губернии, Мурзаллар-Кемельчи был включён в состав Кокчора-Киятской волости Перекопского уезда.
По Ведомости о всех селениях в Перекопском уезде состоящих с показанием в которой волости сколько числом дворов и душ… от 21 октября 1805 года, в деревне Музаллар-Кемелче числилось 18 дворов, 122 крымских татарина и 8 ясыров. На военно-топографической карте генерал-майора Мухина 1817 года обозначены деревни; Мурзаллар-Кемельчи с 26 дворами и Кучук и Биюк-Кемельчи с 14 дворами. После реформы волостного деления 1829 года деревню, согласно «Ведомости о казённых волостях Таврической губернии 1829 года», остался в составе Кокчоракиятской волости. На карте 1836 года в деревне 24 двора, как и на карте 1842 года.
В 1860-х годах, после земской реформы Александра II, деревню приписали к Байгончекской волости того же уезда. Согласно «Памятной книжке Таврической губернии за 1867 год», деревня была покинута жителями, вследствие эмиграции татар, особенно массовой после Крымской войны 1853—1856 годов, в Османскую империю и заселена малороссиянами под тем же названием (выходцами из Черниговской и Киевской губерний). Но ни в «Списке населённых мест… 1864 года», ни на трехверстовой карте 1865—1876 года селение не отмечено. В 1871 году немцами лютеранами было основано, на 906 десятинах земли, поселение Христинафельд, оно же Мурзаллар-Кемельчи.
В «Памятной книге Таврической губернии 1889 года» по результатам Х ревизии 1887 года записан Мурзаллар-Кемельчи с 7 дворами и 14 жителями.
После земской реформы 1890 года отнесли к Тотанайской волости. Согласно «…Памятной книжке Таврической губернии на 1892 год», в селе Мурзаллар-Кемельчи, приписанном только к волости, без образования сельского общества, было 44 жителя в 8 домохозяйствах. По «…Памятной книжке Таврической губернии на 1900 год» в деревне 50 жителей в тех же 8 дворах, в 1905 — 76 человек. По Статистическому справочнику Таврической губернии. Ч.II-я. Статистический очерк, выпуск пятый Перекопский уезд, 1915 год, в деревне Музаллар-Кемельчи (Приба) Тотанайской волости Перекопского уезда числилось 11 дворов (все дворы с землёй) с немецким населением в количестве 38 человек приписных жителей и 36 «посторонних», из которых 36 мужчин и 38 женщин. Жители владели 927 десятинами удобной земли. В хозяйствах имелось 80 лошадей, 14 волов, 49 коров и 50 голов мелкого скота.
После установления в Крыму Советской власти и учреждения 18 октября 1921 года Крымской АССР, в составе Джанкойского уезда был образован Курманский район, в состав которого включили село. В 1922 году уезды получили название округов. 11 октября 1923 года, согласно постановлению ВЦИК, в административное деление Крымской АССР были внесены изменения, в результате которых был ликвидирован Курманский район и село включили в состав Джанкойского. Согласно Списку населённых пунктов Крымской АССР по Всесоюзной переписи 17 декабря 1926 года, в селе Мурзаллар-Кемельчи, Чолбашского сельсовета Джанкойского района, числилось 45 дворов, из них 43 крестьянских, население составляло 125 человек, из них 82 немца, 28 чехов, 12 русских, 1 армянин, 1 еврей, 1 латыш, действовала немецкая школа. Постановлением Президиума КрымЦИКа «Об образовании новой административной территориальной сети Крымской АССР» от 26 января 1935 года был создан немецкий национальный (лишённый статуса национального постановлением Оргбюро ЦК КПСС от 20 февраля 1939 года) Тельманский район (с 14 декабря 1944 года — Красногвардейский) и село включили в его состав. Вскоре после начала Великой Отечественной войны, 18 августа 1941 года крымские немцы были выселены, сначала в Ставропольский край, а затем в Сибирь и северный Казахстан.
После освобождения Крыма от фашистов, 12 августа 1944 года было принято постановление № ГОКО-6372с «О переселении колхозников в районы Крыма» по которому в район из областей Украины и России переселялись семьи колхозников, а в начале 1950-х годов последовала вторая волна переселенцев из различных областей Украины. С 25 июня 1946 года Мурзаллар-Кемельчи в составе Крымской области РСФСР. Указом Президиума Верховного Совета РСФСР от 18 мая 1948 года, Мурзаллар-Кемельчи переименовали в Щербаково. 26 апреля 1954 года Крымская область была передана из состава РСФСР в состав УССР. Время включения в Даниловский сельсовет пока не установлено: на 15 июня 1960 года село уже числилось в его составе, к 1968 году в составе Марьяновского сельского совета. С 12 февраля 1991 года село в восстановленной Крымской АССР, 26 февраля 1992 года переименованной в Автономную Республику Крым.
С 21 марта 2014 года в составе Крыма аннексировано Россией.